# Заставна
Заста́вна — місто в Україні, на Буковині, адміністративний центр Заставнівської міської громади Чернівецького району Чернівецької області.

## Назва
У дорадянській українській мові відбувалося випущення звуку Н у словах похідних від топонімів закінчених на -на, -не, -ни, -ний, -но, щоб запобігти збігові приголосних. Згідно з тодішньою парадигмою мало би бути:
Заста́вна — заста́венський — заста́венщина — заста́венець.

## Географія
Місто Заставна — провінційне сучасне містечко, компактний житлово-промисловий комплекс. Розташоване на південному заході України за 29 км від обласного центру та 75 км від румунського кордону. З півночі на південь міста тече річка Совиця Заставнівська. Заставну з північної частині перетинає одноколійна залізнична лінія  Веренчанка — Вікна Буковини, якою вивозиться сільськогосподарська продукція. Через місто пролягає автошлях територіального значення Т 2602.
Територія міста становить, по звітності, 1010,7 га існуюча межа міста займає площу 1380,7 га, тому до оцінки прийнята така площа.
Житловий фонд міста на цей період становить 234,65 тис. м² загальної площі, у тому числі державний і відомчий сектор — 51,92 тис. м², у приватній власності — 182,73 тис. м².
Середня житлова забезпеченість 22,78 м² на одного мешканця.

## Історія

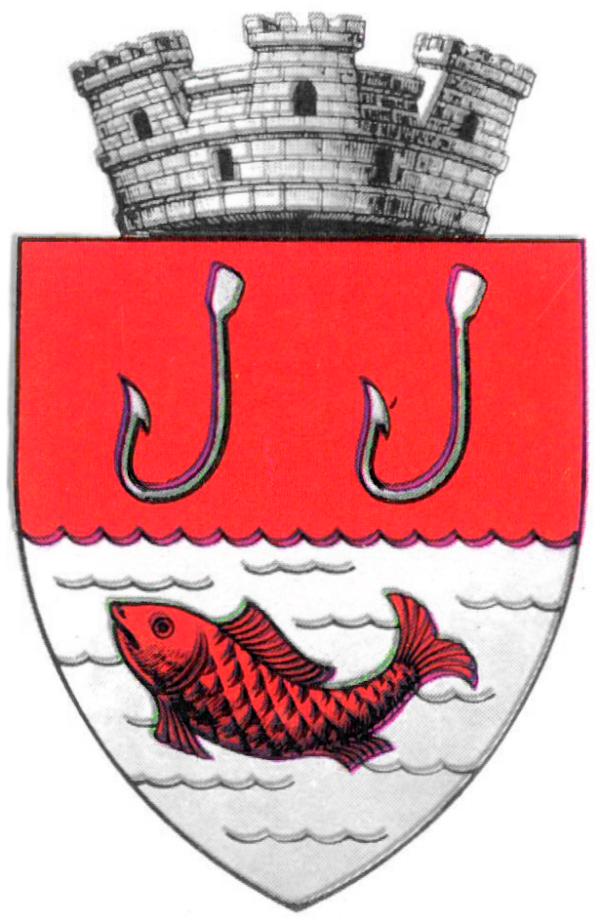
Герб міста 1934 року

Найдавніша письмова згадка про Заставну датується 1589 роком. Перші поселенці прийшли в Заставну з півночі ще у ХІІ столітті. Походження назви міста не до кінця з'ясовано, хоча, ймовірно, що назва міста походить від митної «застави», яка розташовувалася тут на переправі через річку Совиця. Існує також думка, що місце отримало назву завдяки своєму розташуванню: Заставну оточують три ставки.
У Галицько-Волинському літописі згадується дорога від Василева — тодішнього великого торгового центру на Дністрі — до Чернівців. У найвдалішому місці для переправи через річку Совицю стояла «застава» — щось на зразок контрольно-пропускного пункту, де брали мито з купців. Ця річка, яка в ті часи була повноводною, перетворилася у наші дні на невеличкий потічок. Хоча є й інші версії щодо назви.
З XVII століття Заставнівські землі переходили з рук в руки різним панам. Жителями-кріпаками власники торгували як звичайним товаром. Феодальні маєтки дробилися і продавалися. За часів панування Австрії в місті знаходилася резиденція повітового суду.
Герб Заставни румунського періоду був затверджений 1934 року. В щиті зображено два срібних рибальських гачки в червоному полі, внизу в срібних хвилях — червона риба. Щит увінчаний срібною міською короною з трьома вежками. Пізніше, 18 липня 2001 року рішенням XXI сесії міської ради XXIII скликання герб міста було змінено на новий, який діє і на сьогоднішній день.

### Хроніка

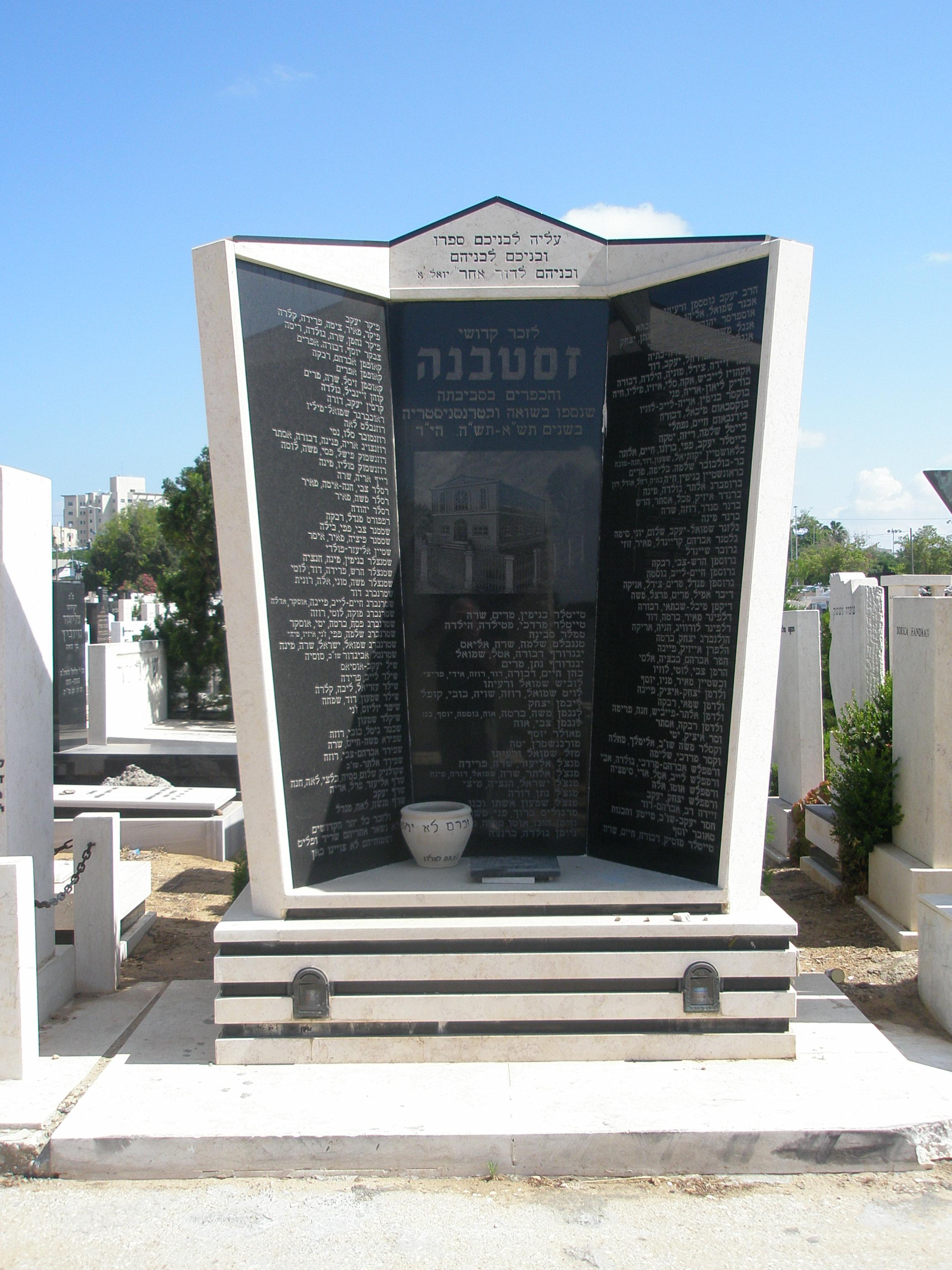
Меморіал, присвячений містянам-жертвам Голокосту (Холон, Ізраїль)

- 1589 р. — перша згадка про місто, яке в історичних джерелах згадується у тогочасній грамоті.
- 1637 р. — половина Заставни була продана пану Юрашковичу за 500 срібних талерів, друга половина — Матіяшу.
- 1730 р. — битва під Заставною. Російські війська під командуванням Мініха, під час походу на Хотин, розбили турецькі та татарські війська.
- 1782 р. — Заставна стала власністю пана Туркула. В селі тоді налічувалося 106 подвір'їв, 1035 жителів.
- 1836 р. — з 331 двору 31 немав землі, а з 300, що володіли землею, 130 немали робочої худоби. У селі було 27 заможних господарів.
- 1837 р. — відповідно з укладеною угодою з поміщиком, селянин зобов'язаний був давати йому певну кількість курей, яєць тощо. З квітня по листопад селянин відробляв зі своїм тяговим інвентарем 70 днів панщини, причому, 24 з них ненормовані — від зорі до зорі.
- 1844 р. — відкрито українську початкову школу для хлопчиків.
- 1848 р. — ліквідація панщини в Австрійській імперії. Безземельних — 248 дворів, що становило близько половини усіх селянських дворів.
- 1850 р. — відкрито олійню з кінним приводом, дещо пізніше — водяний млин.
- 1865 р. — народився Микола Іванович Івасюк, який став відомим українським художником, автором картин «В'їзд Богдана Хмельницького в Київ», «Богун під Берестечком» та багатьох інших.
- 1866 р. — у Заставні 2622 жителі, 41 дитина відвідує школу.
- 1901—1964 рр. — у Заставні творив самобутній різьбяр Дмитро Юрчук.
- 1902 р. — відкрито школу для дівчаток із заможних родин.
- 1905 р. — село Заставна стає центром повіту.
- 1910 р. — У Заставні налічується 84 ремісники, 137 торговців.
- 1911 р. — створена філія товариства «Руська бесіда» і музично-хорове товариство «Заставнівський Боян».
- 1913 р. — масова еміграція до Канади. Емігрувало 304 чол.
- жовтень 1918 р. — створена революційна рада. Скликання народного віча за возз'єднання з Україною.
- листопад 1918 р. — окупація Заставни військами боярської Румунії.
- 1921 р. — у Заставні діяв стан облоги румунськими військами і жандармами. Населення позбавили елементарних прав. З вечора до ранку заборонялося виходити на вулиці.
- 1923 р. — селяни подали у Бухарест скаргу на неправильні дії аграрної комісії з розподілу земель поміщика Вейсгласа. Скаргу відхилили.
- 1926 р. — у Заставні було 7 великих землевласників, яким належало 1300 га землі.
- 1937 р. — до Канади емігрувало 160 осіб.
- 1940 р. — Заставну окупували радянські війська. Заставна отримала статус міста районного підпорядкування, адміністративний центр Заставнівського району.

- 1941 р. — Утворено колгосп та відкрито міську бібліотеку.
- березень 1944 р. — Заставну звільнили від нацистів гвардійці 64-ї танкової бригади радянської армії.
- 28 січня 1945 р. — дата виходу газети «Прапор перемоги» (тираж — 800 примірників).
- 1946 р. — створено самодіяльний духовий оркестр районного Будинку культури.
- 1948—1967 рр. — у місті збудовано 957 житлових будинків.
- 1953 р. — створено народний самодіяльний театр районного Будинку культури.
- 1954 р. — відкрито районну бібліотеку для дітей.
- 1955 р. — заснована районна друкарня.
- 1958 р. — збудовано маслозавод.
- 1960 р. — відкрито дитячу музичну школу.
- 1964 р. — почала працювати фабрика побутових товарів.
- 1965 р. — проведено розкопки на околицях міста. Давні кургани датуються ІІ тисячоліттям до н. е.
- 1970 р. — встановлено пам'ятник на братській могилі у міському парку.
- 1985 р. — відкрито Міський Будинок природи.
- 1986 р. — засновано клуб «Золотий вік».
- 1991 р. — на базі міської школи № 1 відкрито школу-гімназію.
- 1992 р. — засновано міжрегіональний музичний фестиваль «Дністрові зорі» Заставнівським (Чернівецька обл.), Заліщицьким (Тернопільська обл.) і Городенківським (Івано-Франківська обл.) районами.
- 2001 р. — на міській центральній площі встановлено пам'ятник Т. Г. Шевченку.
- 2018 р. — адміністративний центр Заставнівської міської громади.
- 17 липня 2020 р. — в результаті адміністративно-територіальної реформи та ліквідації Заставнівського району, місто увійшло до складу новоутвореного Чернівецького району[4].
- 7 липня 2022 р. — рішенням Заставнівської міської ради дерусифіковані деякі вулиці міста Заставна та Малого Кучурова[5].

## Населення
Населення міста Заставна станом на 2024 рік становило понад 8 тисяч осіб з урахуванням ВПО.

### Національний склад
Розподіл населення за національністю за даними перепису 2001 року:
| Національність  | Відсоток |
| --------------- | -------- |
| українці        | 98,33%   |
| росіяни         | 1,04%    |
| поляки          | 0,25%    |
| молдовани       | 0,15%    |
| інші/не вказали | 0,23%    |

### Мова
Розподіл населення за рідною мовою за даними перепису 2001 року:
| Мова            | Кількість | Відсоток |
| --------------- | --------- | -------- |
| українська      | 8658      | 98.81%   |
| російська       | 75        | 0.85%    |
| польська        | 11        | 0.13%    |
| румунська       | 11        | 0.13%    |
| білоруська      | 1         | 0.01%    |
| болгарська      | 1         | 0.01%    |
| інші/не вказали | 5         | 0.06%    |
| Усього          | 8762      | 100%     |

## Інфраструктура
Місто достатньо забезпечене місцями масового відпочинку населення: два парки відпочинку, сквери, 8 ставів.
У Заставні діє музична, спортивна школа, ліцей, заклад загальної та середньої освіти І—ІІІ ступенів, а також професійно-технічне училище, яке готує бухгалтерів, кухарів, столярів, трактористів, автослюсарів та ін. Життя міста кипить навколо центральної площі. Тут зосереджені основні об'єкти життєдіяльності: ринок, кафе, бари, ресторани, готель, універмаг тощо, а також чимало фонтанів, які функціонують на великі свята. Активно будуються нові кафе, бари, ресторани, магазини та просто житлові будинки.

## Культура
Щоліта (кінець липня — початок серпня) в місті відбувається міжнародний зліт байкерів з усієї України, і навіть із закордону. Байк-фест «Мотобуковина» щорічно налічує понад 300 гостей на залізних конях, у тому числі і з Польщі, Естонії, Білорусі, Росії, Румунії, Швеції, Фінляндії тощо). Це фестиваль міжнародного масштабу. Щорічно тут присутні українські і російські рок-гурти. Наприклад, тут побували такі відомі рок-гурти, як російський «Коррозия металла», та британський «Death Valley Screamers» на чолі із Шонном Каром (колишнім зятем екс-прем'єрки України) (в часі війни не проводиться).

## Природа
- Заставнівський дендрологічний парк
- Заставнівський парк (парк-пам'ятка садово-паркового мистецтва)

## Відомі особи

### Народилися
- художник Микола Івасюк, найвідомішою картиною якого є «В'їзд Богдана Хмельницького в Київ».
- Коваль Олександр Гнатович (нар. 1964) — тренер з кульової стрільби. Заслужений тренер України.
- історик Наталія Юсова.
- письменниця Ірина Вільде.
- церковний та політичний діяч  Гакман Євгеній. село Васловівці на Заставнівщині.
- письменник і журналіст Тарнавський Валентин Володимирович.
- Турецький Юрій — депутат Австрійського парламенту і Буковинського сейму.
- скульптор, живописець, графік Василь Турецький.
- українська вчена в галузі медицини Ніна Олійник.
- архітектор Юрчук Омелян Михайлович.
- режисер Ростислав Маліцький.

### Працювали
- Молодий журналіст, а тепер відома дитяча письменниця Зірка Мензатюк у місцевій районній газеті «Прапор перемоги».

### Пов'язані з містом
Заставна є батьківщиною відомого буковинського художника Миколи Івасюка (1865—1937). Тут збереглася його родинна хата, а міську художню школу прикрашає меморіальна дошка на його честь.
Кельман Андрій Григорович (06.04.1988 — 21.06.2023) — український військовик, учасник російсько-української війни.
Особливих визначних пам'яток в місті немає, проте варто відвідати місцевий краєзнавчий музей (вул. Незалежності, 88), перший відділ якого розповідає про природу Заставнівщини, а другий — про історію району з найдавніших часів. Крім того в місті діє етнографічний музей «Джерело» (вул. Самоврядування, 5), створений при гімназії № 1(тепер - КЗ "Заставнівський ліцей"), і присвячений етнографії та побуту Заставнівщини.

## Галерея

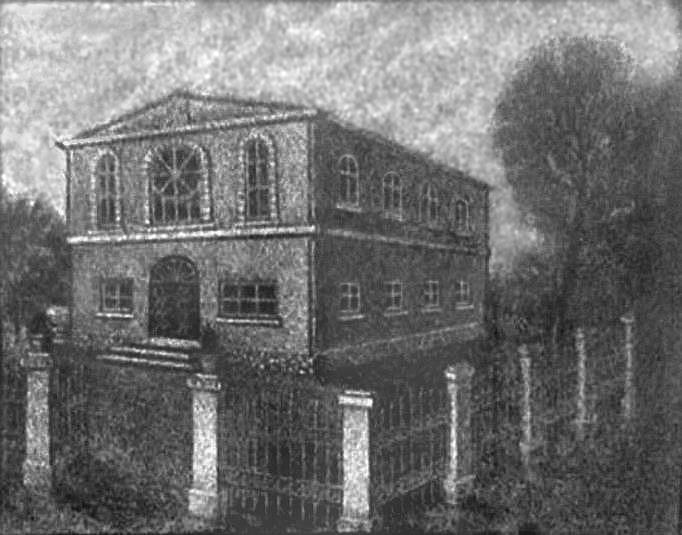
Синагога

## Цікаві посилання
- Офіційний сайт байк-фесту «Мотобуковина» [Архівовано 21 липня 2019 у Wayback Machine.]
- Zastavna (Ukraine) [Архівовано 30 грудня 2008 у Wayback Machine.] (англ.)